# Oskari Mörö
Santtu Oskari Mörö (né le 31 janvier 1993 à Lohja) est un athlète finlandais, spécialiste du 400 m haies.

## Biographie
Lors des championnats d'Europe d'athlétisme 2014 à Zurich, le 13 août, il bat le record national du 400 m haies en 49 s 08 et se qualifie pour la finale de l'épreuve, où il termine 8e.
Deux ans après, le 8 juillet 2016, lors des Championnats d'Europe à Amsterdam, il court en 49 s 24, ce qui lui donne les minima pour les Jeux olympiques de Rio, mais il échoue à 1/10e du podium. Il est demi-finaliste à Rio, après avoir battu son propre record de Finlande de quatre centièmes en séries.

## Palmarès
| Date | Compétition                       | Lieu      | Épreuve | Résultat    | Temps   |
| ---- | --------------------------------- | --------- | ------- | ----------- | ------- |
| 2011 | Championnats d'Europe juniors     | Tallinn   | 7e      | 400 m haies | 51 s 06 |
| 2012 | Championnats du monde juniors     | Barcelone | 6e      | 400 m haies | 50 s 80 |
| 2014 | Championnats d'Europe             | Zurich    | 8e      | 400 m haies | 50 s 14 |
| 2016 | Championnats d'Europe             | Amsterdam | 4e      | 400 m haies | 49 s 24 |
| 2017 | Championnats d'Europe par équipes | Vaasa     | 6e      | 400 m haies | 50 s 38 |
| 2017 | Universiade                       | Taipei    | 7e      | 4 x 100 m   | 40 s 37 |
| 2019 | Championnats d'Europe par équipes | Bydgoszcz | 7e      | 400 m haies | 50 s 22 |

### National
- 4 titres : 2012, 2014, 2015, 2017

## Records
| Épreuve          | Performance  | Lieu           | Date         |
| ---------------- | ------------ | -------------- | ------------ |
| 400 mètres haies | 49 s 04 (NR) | Rio de Janeiro | 15 août 2016 |